# Armada (komiks)
Armada (tytuł oryginalny: Sillage) – francuska seria komiksowa z gatunku science-fiction (space opera), której twórcami są Jean-David Morvan (scenariusz tomów 1–21) i Philippe Buchet (rysunki do wszystkich tomów i scenariusz od tomu 22.). Ukazuje się od 1998 nakładem wydawnictwa Delcourt. W Polsce wydaje ją Egmont Polska od 2000. W latach 2021-2024 Egmont opublikował 6 tomowe wydanie zbiorcze tomów 1-23.

## Fabuła
Seria opowiada historię dziewczyny imieniem Nävis, jedynej ludzkiej istoty na pokładzie gigantycznej armady statków kosmicznych, zamieszkanej przez różne rasy istot pozaziemskich. Głównym wątkiem, przewijającym się przez poszczególne odcinki, jest poszukiwanie przez Nävis innych ludzi na kolejnych planetach.

## Tomy serii głównej
| Tom | Tytuł i rok wydania polskiego | Tytuł i rok wydania oryginalnego |
| --- | ----------------------------- | -------------------------------- |
| 1   | Ogień i popiół (2000)         | À feu et à cendres (1998)        |
| 2   | Kolekcjoner (2001)            | Collection privée (1999)         |
| 3   | W trybach rewolucji (2001)    | Engrenages (2000)                |
| 4   | Talizman demonów (2002)       | Le Signe des démons (2001)       |
| 5   | (2002)                        | (2002)                           |
| 6   | Gra pozorów (2004)            | Artifices (2003)                 |
| 7   | Strefa nadzoru (2004)         | Q.H.I. (2004)                    |
| 8   | Ludzka natura (2006)          | Nature humaine (2005)            |
| 9   | Pułapka (2007)                | Infiltrations (2006)             |
| 10  | Odzyskane wspomnienia (2008)  | Retour de flammes (2007)         |
| 11  | Niestały świat (2009)         | Monde flottant (2008)            |
| 12  | Wolna strefa (2010)           | Zone franche (2009)              |
| 13  | Poślizg kontrolowany (2011)   | Dérapage contrôlé (2010)         |
| 14  | Ostateczna rozgrywka (2012)   | Liquidation totale (2011)        |
| 15  | Polowanie (2013)              | Chasse gardée (2012)             |
| 16  | Więzy krwi (2014)             | Liés par le sang (2013)          |
| 17  | Chłód (2015)                  | Grands froids (2014)             |
| 18  | Epidemia (2016)               | Psycholocauste (2015)            |
| 19  | Zatrzymani w czasie (2017)    | Temps mort (2016)                |
| 20  | Aktualizacja (2020)           | Mise à jour (2019)               |
| 21  | Ewakuacja (2024)              | Exfiltration (2021)              |
| 22  | Przeniesienie (2024)          | Transfert (2023)                 |
| 23  | Sprawa osobista (2024)        | Immersion (2024)                 |
| 24  |                               | Concessions (2024)               |
| 25  |                               | Alliances (2025)                 |

| Tom | Zawartość wydania zbiorczego                                                | Rok wydania polskiego |
| --- | --------------------------------------------------------------------------- | --------------------- |
| 1   | „Ogień i popiół”, „Kolekcjoner”, „W trybach rewolucji” i „Talizman demonów” | 2021                  |
| 2   | (t.5), „Gra pozorów”, „Strefa nazdoru”, „Ludzka natura”                     | 2022                  |
| 3   | „Pułapka”, „Odzyskane wspomnienia”, „Niestały świat” i „Wolna strefa”.      | 2022                  |
| 4   | „Poślizg kontrolowany”, „Ostateczna Rozgrywka”, „Polowanie” i „Więzy krwi”. | 2023                  |
| 5   | „Chłód”, „Epidemia”, „Zatrzymani w czasie i „Aktualizacja”                  | 2023                  |
| 6   | „Ewakuacja”, „Przeniesienie” i „Sprawa osobista”.                           | 2024                  |

## Serie poboczne
Seria, ciesząca się dużą popularnością, doczekała się trzech cykli pobocznych: Kroniki Armady (fr. Les Chroniques de Sillage, 6 tomów, 2004–2008; 3 pierwsze tomy wydane po polsku przez Egmont Polska), Nävis (5 tomów, 2004–2009, wydany po polsku) i Sillage – Premières Armes (1 tom, 2014, niewydany po polsku).

### Kroniki Armady
| Tom | Tytuł i rok wydania polskiego | Tytuł i rok wydania oryginalnego | Uwagi |
| --- | ----------------------------- | -------------------------------- | --- |
| 1   | Kroniki Armady (2011)         | Tome 1 (2004)                    | W wersji polskiej dwa pierwsze albumy oraz jedna historia z albumu trzeciego ukazały się w jednym tomie zbiorczym.          |
| 2   | Kroniki Armady (2011)         | Tome 2 (2005)                    | W wersji polskiej dwa pierwsze albumy oraz jedna historia z albumu trzeciego ukazały się w jednym tomie zbiorczym.          |
| 3   | Kroniki Armady (2011)         | Tome 3 (2006)                    | W wersji polskiej dwa pierwsze albumy oraz jedna historia z albumu trzeciego ukazały się w jednym tomie zbiorczym.          |
| 4   |                               | Tome 4 (2006)                    | W wersji polskiej jedna historia z albumu czwartego oraz dwie historie z albumu szóstego ukazały się w ww. tomie zbiorczym. |
| 5   |                               | Tome 5 (2008)                    | W wersji polskiej jedna historia z albumu czwartego oraz dwie historie z albumu szóstego ukazały się w ww. tomie zbiorczym. |
| 6   |                               | Tome 6 (2008)                    | W wersji polskiej jedna historia z albumu czwartego oraz dwie historie z albumu szóstego ukazały się w ww. tomie zbiorczym. |

### Navis
| Tom | Tytuł i rok wydania polskiego | Tytuł i rok wydania oryginalnego   | Uwagi                                                          |
| --- | ----------------------------- | ---------------------------------- | -------------------------------------------------------------- |
| 1   | Hayo (2024)                   | Houyo (2003)                       | W wersji polskiej tomy ukazały się w jednym albumie zbiorczym. |
| 2   | Smukłomiła (2024)             | Girodouss (2005)                   | W wersji polskiej tomy ukazały się w jednym albumie zbiorczym. |
| 3   | Wróżka Zębuszka (2024)        | Latitzoury (2007)                  | W wersji polskiej tomy ukazały się w jednym albumie zbiorczym. |
| 4   | Masz jeszcze energię? (2024)  | Il vous reste de l’énergie? (2008) | W wersji polskiej tomy ukazały się w jednym albumie zbiorczym. |
| 5   | Księżniczka Navis (2024)      | Princesse Nävis (2009)             | W wersji polskiej tomy ukazały się w jednym albumie zbiorczym. |

### Sillage – Premierès Armes
| Tom | Tytuł i rok wydania oryginalnego |
| --- | -------------------------------- |
| 1   | Esprit d’équipe (2014)           |